# Kerstin Kassner

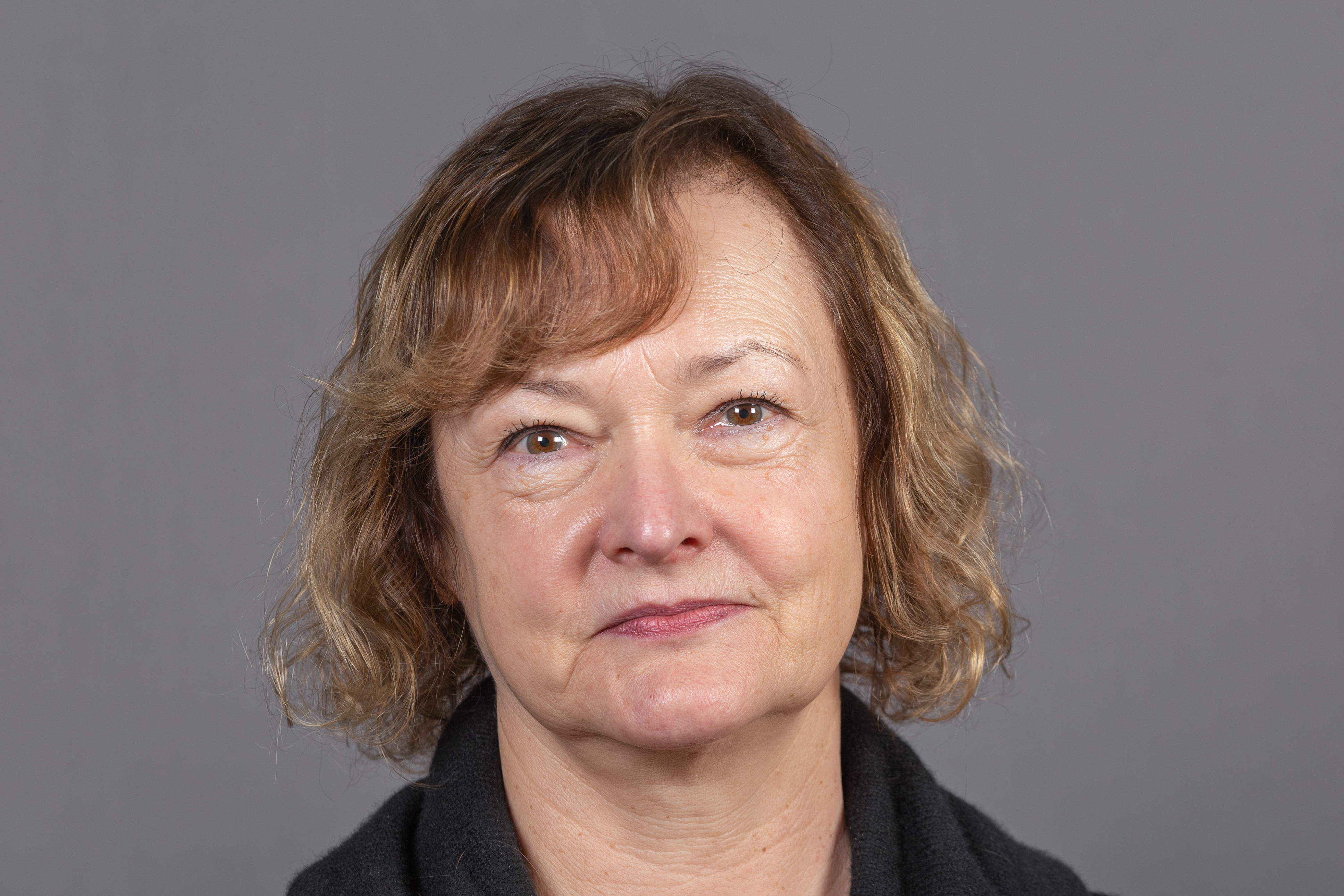
Kerstin Kassner (2020)

Karin Kerstin Kassner (* 7. Januar 1958 in Radebeul) ist eine deutsche Politikerin (Die Linke, vormals Partei des Demokratischen Sozialismus). Sie war von 2001 bis 2011 Landrätin des Landkreises Rügen. Von 2013 bis 2021 gehörte sie dem Deutschen Bundestag an.

## Leben
Kerstin Kassner wuchs auf der Insel Rügen auf und erlernte nach dem Abitur den Beruf der Kellnerin. 1981 wurde sie beim Feriendienst des FDGB in Binz Restaurantleiterin. Ein Fernstudium, das sie in dieser Zeit an der Handelshochschule Leipzig begann, schloss sie als Diplom-Ökonomin des Hotel- und Gaststättenwesens ab. Sie war danach weiterhin an verschiedenen Positionen für den FDGB-Feriendienst tätig und leitete zuletzt bis 1991 ein Hotel. Nach der Abwicklung des Feriendienstes machte sie sich selbständig und führte von 1992 bis 2018 eine eigene Pension bei Putgarten.
In der Deutschen Demokratischen Republik war sie Mitglied der Freien Deutschen Jugend (1972–1982), der Gesellschaft für Deutsch-Sowjetische Freundschaft (1972–1990), des FDGB (1976–1990) und der Sozialistischen Einheitspartei Deutschlands (1976–1990).
Ehrenamtlich ist sie Mitglied im Vorstand des Kreisverbandes der Linken Vorpommern-Rügen und Vorsitzende des Prora-Zentrums e. V., ein Verein, der sich der Vermittlung von Geschichte, insbesondere im Zusammenhang mit dem „Koloss von Rügen“ in Prora widmet. Sie ist unter anderem Mitglied in der Kulturstiftung Rügen, dem Verein Insula Rugia und in der Ernst-Moritz-Arndt-Gesellschaft.
Sie ist verheiratet und Mutter zweier Kinder.

## Politik
Bei der Volkskammerwahl 1990 wurde Kassner für die Partei des Demokratischen Sozialismus (PDS) in die letzte Volkskammer der DDR gewählt. Im gleichen Jahr wurde sie auch Landtagsabgeordnete in Mecklenburg-Vorpommern. Sie arbeitete dort in den Ausschüssen für Finanzen, Wirtschaft und Tourismus. Von 1998 bis zu ihrem Ausscheiden aus dem Landtag 2001 war sie stellvertretende Landtagspräsidentin.
Am 16. September 2001 wurde Kassner durch Direktwahl zur Landrätin des Landkreises Rügen gewählt. Bei der Landratswahl am 22. Juni 2008 wurde sie mit 68,3 Prozent der Stimmen im ersten Wahlgang in ihrem Amt bestätigt. Kassner war die Verwaltungsratsvorsitzende der Kreissparkasse Rügen. Während des Auftretens der Vogelgrippe H5N1 auf Rügen im Frühjahr 2006 warfen ihr Landes- und Bundespolitiker vor, nicht sofort den Katastrophenfall ausgerufen zu haben. Konkrete Fehler konnten ihr aber nicht nachgewiesen werden.
Bei der Landratswahl des im Zuge der Kreisgebietsreform Mecklenburg-Vorpommern 2011 am 4. September 2011 entstandenen neuen Kreises Vorpommern-Rügen unterlag Kassner in der Stichwahl Ralf Drescher, dem Kandidaten der CDU, mit 31.079 zu 33.206 Stimmen. Bis zur Bundestagswahl 2013 war sie als zweite Stellvertreterin des Landrats für das kommunale Jobcenter zuständig.
Zur Bundestagswahl 2013 trat Kassner für Die Linke im Bundestagswahlkreis Vorpommern-Rügen – Vorpommern-Greifswald I an. Zwar unterlag sie Angela Merkel deutlich, doch zog sie über die Landesliste in den deutschen Bundestag ein.
Am 26. April 2015 wurde Kassner bei der Oberbürgermeister-Wahl in Stralsund mit 19,6 % der Stimmen bei einer Wahlbeteiligung in Höhe von 38,4 % Zweite hinter dem bisherigen Amtsinhaber Alexander Badrow, der 65,1 % der Stimmen erhielt.
Bei der Bundestagswahl 2017 zog sie über die Landesliste in den Bundestag ein. Sie war im Deutschen Bundestag Ordentliches Mitglied und Obfrau im Petitionsausschuss und im Ausschuss für Tourismus sowie Ordentliches Mitglied im Ausschuss für Bau, Wohnen, Stadtentwicklung und Kommunen.
Von 2019 bis 2024 war Kassner Stadtpräsidentin von Bergen auf Rügen.
Zur Bundestagswahl 2021 trat sie erneut im Bundestagswahlkreis Vorpommern-Rügen – Vorpommern-Greifswald I an, in dem sie 13,7 Prozent der Erststimmen erhielt. Auch über die Landesliste wurde sie nicht in den Bundestag gewählt.